# HD 165493
HD 165493，又名CD-4512215，SAO 228734、HR 6759，是一颗恒星，视星等为6.15，位于銀經347.45，銀緯-12.19，其B1900.0坐标为赤經18h 1m 5.4s，赤緯-45° -12.19′ 42″。